# Club Atlético Palmaflor
Le Club Atlético Palmaflor, plus couramment abrégé en Atlético Palmaflor, est un club bolivien de football fondé en 2008 et basé à Quillacollo, dans le département de Cochabamba.

## Histoire
Le club est fondé le 10 septembre 2008 à Vinto sous le nom de Club Municipal Vinto. Le club joue au niveau régional et connaît des difficultés financières en 2017. Des hommes d'affaires prennent en main le club, lui donne de nouveaux objectifs et le déménage à Quillacollo. Le club commence à monter d'échelons, en 2019 il peut participer à la Coupe Simon Bolivar, l'équivalent de la deuxième division bolivienne.
Le club se renomme Club Atlético Palmaflor et gagne l'édition 2019 de la Coupe Simon Bolivar, ce qui signifie une promotion en première division. 
Atlético Palmaflor entame sa première saison dans l'élite bolivienne, avec de bonnes prestations à domicile, 10 victoires et 3 nuls. Le club termine à la huitième place du tournoi d'ouverture 2020 et se qualifie pour la Copa Sudamericana 2021.

## Palmarès
| Compétitions nationales                              |
| ---------------------------------------------------- |
| - Championnat de Bolivie D2 (1) : - Champion : 2019. |